# Stictopisthus breviscapus
Stictopisthus breviscapus är en stekelart som först beskrevs av Geoffrey John Kerrich 1956.
Stictopisthus breviscapus ingår i släktet Stictopisthus och familjen brokparasitsteklar. Inga underarter finns listade i Catalogue of Life.